# Перис (Міссурі)
Перис (англ. Paris) — місто (англ. city) в США, в окрузі Монро штату Міссурі. Населення — 1161 особа (2020).

## Географія
Перис розташований за координатами 39°28′38″ пн. ш. 92°0′14″ зх. д. / 39.47722° пн. ш. 92.00389° зх. д. (39.477220, -92.003883).  За даними Бюро перепису населення США в 2010 році місто мало площу 3,24 км², з яких 3,22 км² — суходіл та 0,02 км² — водойми.

## Демографія
Згідно з переписом 2010 року, у місті мешкало 1220 осіб у 528 домогосподарствах у складі 309 родин. Густота населення становила 377 осіб/км².  Було 643 помешкання (199/км²).
Расовий склад населення:
| - 93,6 % — білих - 4,9 % — чорних або афроамериканців - 0,2 % — азіатів - 0,1 % — корінних американців |

До двох чи більше рас належало 1,1 %. Частка іспаномовних становила 0,7 % від усіх жителів.
За віковим діапазоном населення розподілялося таким чином: 19,8 % — особи молодші 18 років, 52,2 % — особи у віці 18—64 років, 28,0 % — особи у віці 65 років та старші. Медіана віку мешканця становила 47,4 року. На 100 осіб жіночої статі у місті припадало 77,8 чоловіків;  на 100 жінок у віці від 18 років та старших — 75,1 чоловіків також старших 18 років.
Середній дохід на одне домашнє господарство  становив 41 644 долари США (медіана — 33 355), а середній дохід на одну сім'ю — 52 958 доларів (медіана — 45 057). За межею бідності перебувало 26,1 % осіб, у тому числі 54,2 % дітей у віці до 18 років та 18,1 % осіб у віці 65 років та старших.
Цивільне працевлаштоване населення становило 446 осіб. Основні галузі зайнятості: освіта, охорона здоров'я та соціальна допомога — 28,0 %, роздрібна торгівля — 16,1 %, виробництво — 15,9 %.